# Karl-Erik Nilsson (birkózó)
Karl-Erik Nilsson (Stehag, 1922. január 4. – 2017. december 14.) olimpiai bajnok svéd birkózó.

## Pályafutása
Az 1948-as londoni olimpián kötöttfogás félnehézsúlyban aranyérmet nyert. Az 1952-es helsinki és az 1956-os melbourne-i olimpián bronzérmet szerzett. Az 1955-ös karlruhei világbajnokságon bronzérmes lett.

## Sikerei, díjai
- Olimpiai játékok – kötöttfogás, 87 kg
  - aranyérmes: 1948, London
  - bronzérmes: 1952, Helsinki, 1956, Melbourne
- Világbajnokság – kötöttfogás, 87 kg
  - bronzérmes: 1955, Karlsruhe